# Еклфехан
Еклфехан (енгл. Ecclefechan, шкот. Eaglais Fheichein) је село на југу Шкотске, у округу Дамфрис и Галовеј.
Еклфехан се налази 14 km од шкотско-енглеске границе. По попису из 2001. у селу живи 740 становника.
Туристичка атракција Еклфехана је Засвођена кућа (енгл. The Arched House), родна кућа шкотског књижевника, историчара и филозофа Томаса Карлајла.